# Norman Pirie
Norman Wingate Pirie (1 de julio de 1907 - 29 de marzo de 1997) fue un bioquímico y virólogo británico que junto a Frederick Bawden, descubrió que un virus podía ser cristalizado al aislar el virus del mosaico del tabaco en 1936, lo que fue un hito en el entendimiendo del ADN y del ARN.
Enseñó en su alma mater, la Universidad de Cambridge entre 1932 y 1940 antes de unirse al Rothamsted Experimental Station como jefe del departamento de bioquímica en 1947.
Fue elegido como miembro de la Royal Society en 1949, dio su Conferencia Leeuwenhoek en 1963 y ganó su Medalla Copley en 1971.